# Motto kokoro ni hoshi no kagayaki wo
Motto kokoro ni hoshi no kagayaki wo (もっと☆心に星の輝きを?) è un manga shōjo scritto e disegnato da Hiro Matsuba. Si svolge in Giappone durante il periodo Heian e segue le avventure di Akane, la figlia di un ufficiale di alto rango, che decide di entrare a far parte della corte imperiale come serva in modo da poter rimanere vicino al suo amato Aogi.
Il manga consta di 8 volumi, pubblicati in madrepatria dalla Mag Garden.

## Personaggi
AkaneÈ l'eroina della storia e la figlia di un membro del Gran Consiglio e della Naishi no Kami. Entra nella corte imperiale in modo da poter rivedere il suo amico d'infanzia, Aogi. Nella corte è conosciuta col nome di Katsura.
AogiL'eroe della storia, innamorato di Akane. È anche un capitano minore delle guardie di palazzo, ed a causa del suo aspetto è anche molto popolare tra le serve della corte imperiale.
SatsukiL'amica di Akane a corte, è innamorata anche lei di Aogi.
AkikoLa Naishi no Kami e madre di Akane.
Capitano Medio TouFratello di Akane, ha una carica maggiore di Aogi. È amico di Aogi e spesso gli parla di Akane. Anche lui è molto popolare tra le serve a causa del suo aspetto.
Lady Jiju (Natchan)Amica di Satsuki molto timida.
Hikoboshi: Il gatto di Akane

## Volumi
| Nº | Volume   | Data di prima pubblicazione          | Data di prima pubblicazione |
| Nº | Volume   | Giapponese                           |                             |
| 1  | Volume 1 | 10 settembre 2002 ISBN 4-901926-07-1 |                             |
| 2  | Volume 2 | 10 dicembre 2002 ISBN 4-901926-25-X  |                             |
| 3  | Volume 3 | 10 aprile 2003 ISBN 4-901926-45-4    |                             |
| 4  | Volume 4 | 10 settembre 2003 ISBN 4-901926-79-9 |                             |
| 5  | Volume 5 | 10 febbraio 2004 ISBN 4-86127-011-1  |                             |
| 6  | Volume 6 | 10 agosto 2004 ISBN 4-86127-063-4    |                             |
| 7  | Volume 7 | 11 gennaio 2005 ISBN 4-86127-113-4   |                             |
| 8  | Volume 8 | 8 luglio 2005 ISBN 4-86127-162-2     |                             |